# 纵波

平面的压力脉冲波

纵波（longitudinal waves）又稱疏密波（rarefaction waves），是指在传播介质中质点的振动方向与波的传播方向平行的一类波，形成的波是疏密相間的波形。

## 非電磁波
非電磁波的縱波之例子有聲波（壓力的傳遞、粒子位移、彈性物質中粒子速度的傳遞）以及地震波中的P波（由地震或爆炸引起）。

### 聲波
一個聲波可以用以下的式子來描述它的頻率及波長：
{\displaystyle y(x,t)=y_{0}\sin {\Bigg (}\omega \left(t-{\frac {x}{c}}\right){\Bigg )}}
其中：
- y表示质点在波的传播方向离开平衡位置的位移；
- x表示任意观测点与波源间的距离；
- t為經過的時間。
- {\displaystyle y_{0}}為此振盪的振幅。
- c為波速。
- ω為此波之角頻率。

物理量x/c
{\displaystyle f={\frac {\omega }{2\pi }}}
而f是波的頻率，常以Hz計。
就聲波來說，聲波的傳播速度與溫度、壓力、介質有關。

## 外部連結
- 縱行波電腦模擬 （页面存档备份，存于）